# GeoTIFF
GeoTIFF es un estándar de metadatos de dominio público que permite que información georreferenciada sea encajada en un archivo de imagen de formato TIFF. La información adicional incluye el tipo de proyección, sistema de coordenadas, elipsoide, datum y todo lo necesario para que la imagen pueda ser automáticamente posicionada en un sistema de referencia espacial. El formato GeoTIFF es completamente compatible con TIFF 6.0, por lo que un programa informático incapaz de leer e interpretar esa información podrá aun así abrir el archivo de imagen GeoTIFF y visualizarlo como si de un archivo TIFF normal se tratara.
En origen el formato GeoTIFF fue diseñado en el Jet Propulsion Laboratory (Laboratorio de Propulsión a Reacción) de la NASA por el Dr. Niles Ritter. 
Se utiliza fundamentalmente para el manejo de ortofotos en Sistemas de Información Geográfica y otros programas con la posibilidad de manejar información espacial en imágenes raster.